# スンベ
スンベ（Sumbe）はアンゴラ中西部に位置する市。旧称Novo Redondo、1975年に改称した。クアンザ・スル州の行政上の首都。人口は約26,000人。